# Marvin Marvin
Marvin Marvin est une série télévisée américaine de science-fiction en 20 épisodes de 23 minutes créée par Jon Ross et Jeff Bushell, diffusée entre le 24 novembre 2012 et le 27 avril 2013 sur Nickelodeon.
En France, elle est diffusée depuis le 3 avril 2013 au 20 novembre 2013 sur Nickelodeon.

## Synopsis
Marvin Marvin suit les aventures d'un adolescent étranger avec des pouvoirs spéciaux nommés Marvin qui a été envoyé sur terre par ses parents afin de le protéger contre les méchants envahisseurs sur sa planète natale, Klooton. Sous la supervision de ses nouveaux parents humains, Bob et Liz, Marvin tente de s'adapter à la vie sur terre comme un adolescent américain typique. La famille doit cacher également son identité réelle dans le monde, y compris les curieux meilleur ami de Teri, Briana.

## Distribution

### Acteurs principaux
- Lucas Cruikshank (VFB : Maxime Donnay) : Marvin Forman
- Victory Van Tuyl (VFB : Laetitia Liénart) : Teri Forman, la sœur aînée de Henri et de la sœur cadette humaine de Marvin.
- Jacob Bertrand (VFB : Mélanie Dermont) : Henry Forman, frère cadet de Teri et Marvin, dix ans.
- Pat Finn (en) (VFB : Franck Dacquin) : Robert « Bob » Forman, père de la famille et "père" humain de Marvin.
- Mim Drew (VFB : Guylaine Gibert) : Elizabeth « Liz » Forman, mère de la famille et "mère" humaine de Marvin.
- Casey Sander : George « Pop-Pop », grand-père de Teri et Henry, "grand-père" humain de Marvin et père de Liz.
- Camille Spirlin : Brianna, amie loyale de Teri.
- Angel Amaral : Ben, meilleur ami humain de Marvin.
- Dennis Atlas : Derek Winfeld, étudiant bizarre.

## Épisodes
| Saison | Saison | Épisodes | États-Unis       | États-Unis    | France       | France           |
| Saison | Saison | Épisodes | Début            | Fin           | Début        | Fin              |
| ------ | ------ | -------- | ---------------- | ------------- | ------------ | ---------------- |
|        | 1      | 20       | 24 novembre 2012 | 27 avril 2013 | 3 avril 2013 | 20 novembre 2013 |

### Saison 1 (2012-2013)
1. Un nouvel élève (Pilot)
2. Improbable histoire (Improbable Story)
3. Rage de dent (Toothache)
4. Poppy glacé (Ice Pop Pop)
5. L'employé modèle (Burger On a Bun)
6. La coolattitude (Marvin and the Cool Kids)
7. Un bruit dans le grenier (Scary Movie)
8. Le double rencard (Double Date)
9. Le match de basket (Basketball)
10. Vacances dans l'espace (Space-Cation)
11. La Guerre des Groupes (Battle of the Bands)
12. Marvin et Crécelle (Marvin Gets a Pet)
13. La paume calmante (Calm Palm)
14. Joyeuse Saint Glar Kai (St. Glar Kai Day)
15. L'extraordinaire voleur de BD (The Amazing Comic Book Thief)
16. Marvin sèche l'école (Marvin's Day Off)
17. Titre français inconnu (House Party)
18. La Journée de la terre (Mr. Earth)
19. Big Time Marvin (1/2) (Big Time Marvin (1/2))
20. Big Time Marvin (2/2) (Big Time Marvin (2/2))